# 哥伦比亚国徽
哥倫比亞國徽啟用於1834年5月9日，為一盾徽，分為上中下三部分：上方為石榴（哥倫比亞是原本新格拉納達的一部分）和兩隻豐裕之角。中間是被矛挑起的自由之帽。下方圖案表示哥倫比亞位於太平洋與大西洋之間。盾上方有一振翅、咀叼月桂枝條的安第斯神鷹，爪下的綬帶書有國家格言「自由與秩序」。兩側有四面國旗枝條裝飾。

## 历代国徽
|            |                  |                  |                  |              |                |                |                |
| 新格林纳达 | 新格林纳达共和国 | 新格林纳达共和国 | 新格林纳达共和国 | 格林纳达联邦 | 哥伦比亚合众国 | 哥伦比亚合众国 | 哥伦比亚共和国 |
| 1830       | 1834－1854       | 1854－1854       | 1854－1854       | 1858－1861   | 1861－1886     | 1886－1924     | 1924－         |